# Clarksville (Virgínia)
Clarksville é uma cidade  localizada no estado norte-americano de Virginia, no Condado de Halifax e Condado de Mecklenburg.

## Demografia
Segundo o censo norte-americano de 2000, a sua população era de 1329 habitantes.
Em 2006, foi estimada uma população de 1276, um decréscimo de 53 (-4.0%).

## Geografia
De acordo com o United States Census Bureau tem uma área de
5,2 km², dos quais 5,1 km² cobertos por terra e 0,1 km² cobertos por água.

## Localidades na vizinhança
O diagrama seguinte representa as localidades num raio de 28 km ao redor de Clarksville.